# Decoturf

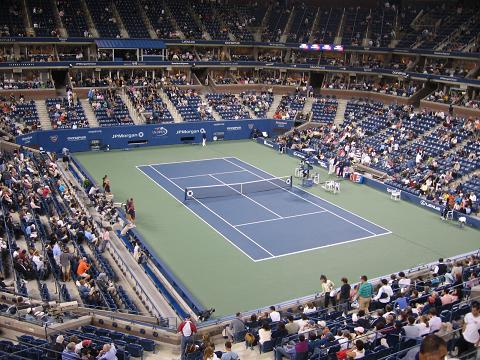
Stade Arthur Ashe de l'US Open en Decoturf.

Le Decoturf est une surface dure de tennis.

## Composition
Le Decoturf est composée d'acrylique, de caoutchouc, de silice, et d'autres composants de l'asphalte. La surface est fabriquée par Decosystems, entreprise filiale de California Products Corporation et basée à Andover dans le Massachusetts. Cette surface, d'une couleur verte ou bleue, est utilisée à l'US Open, ainsi que dans deux Masters 1000 : le Masters du Canada et de Cincinnati.
Par rapport au Rebound Ace qui était utilisé à l'occasion de l'Open d'Australie jusqu'en 2007 (remplacé par le Plexicushion depuis), la balle est un peu plus rapide, et avec un rebond légèrement moins haut sur Decoturf, ce qui explique que cette surface a vu plus d'adeptes du service-volée s'imposer à New York qu'à Melbourne.